# Duel in het Kanaal
Duel in het kanaal is het 37e deel uit de Belgische stripreeks De Blauwbloezen. Het werd getekend door Willy Lambil en het scenario werd geschreven door Raoul Cauvin. Het album werd uitgegeven in 1995.

## Verhaallijn
In juni 1864 meert een schip van het Noordelijke leger aan in Amsterdam. Onder de matrozen die aan wal gaan, vinden we sergeant Chesterfield en korporaal Blutch. Door een blunder op het slagveld werden ze gedegradeerd, maar voor de geplande executie werd hen een plaats op de "Portsmouth" aangeboden. En zo zijn ze beland in een kroeg in Amsterdam. Als de kapitein het nieuws krijgt dat de Zuidelijke kaper Alabama gezien is in Cherbourg, worden de matrozen terug aan boord geroepen en de trossen gelost. De "Portsmouth" en de "Alabama" vinden elkaar ter hoogte van Cherbourg en het komt tot een gevecht. UIteindelijk zinkt de "Alabama" voor de Franse kust. Om de averij te herstellen gaat de "Portsmouth" terug naar Amsterdam. Na de oversteek richting Amerika, mogen Chesterfield en Blutch terug naar hun cavalerieregiment.

## Personages in het album
- Blutch
- Cornelius Chesterfield
- Amsterdamse haringboer